# Godło Egiptu

Godło Egiptu

Godło Egiptu przedstawia orła Saladyna, bohatera arabsko-muzułmańskiego z czasów wojen krzyżowych. Na piersiach orła znajduje się tarcza w barwach flagi Egiptu przedstawiająca barwy panarabskie - pionowe pasy czerwony-biały-czarny (w przeciwieństwie do flagi, która ma poziome pasy). Orzeł stoi na piedestale, na którym widnieje napis w języku arabskim: Arabska Republika Egiptu (جمهوريّة مصرالعربيّة – Jumhuriyat Misr al-Arabiya). Po rozwiązaniu Zjednoczonej Republiki Arabskiej w 1961 roku tarcza była ozdobiona dwiema gwiazdami (do 1971 roku). Między 1972 a 1984 orzeł został zastąpiony złotym jastrzębiem – symbolem Federacji Republik Arabskich.

## Dawne herby i godła Egiptu

Herb państwowy z okresu Wicekrólestwa Egiptu (1854–1863)
Herb państwowy z okresu Wicekrólestwa Egiptu (1914–1922)
Herb państwowy z okresu Sułtanatu Egiptu (1914–1922)
Herb państwowy z okresu monarchii egipskiej (1922–1953)
Godło z lat 1953–1958
Godło z czasów ZRA (lata 1958–1971)
Godło z lat 1972–1984
Godło na fladze Egiptu (od 1984 roku)
Herb Egiptu używany w flagach rządowych i wojskowych.